# Endorphin (програмне забезпечення)
Endorphin — це пакет програмного забезпечення для динамічного синтезу руху, розроблений NaturalMotion. Endorphin можна використовувати для створення комп'ютерних симуляцій великої кількості незалежних персонажів, які взаємодіють один з одним і світом відповідно до коротких сценаріїв або «поведінок». Він поєднує фізику, ШІ та генетичні алгоритми для створення реалістичних анімацій. На відміну від Euphoria, також розробленої NaturalMotion, Endorphin — це не рушій, а інструмент 3D-анімації для Microsoft Windows .
В основі програмного забезпечення лежить модуль адаптивної поведінки, який призначає персонажам контекстно-залежні рухи залежно від їхнього оточення — наприклад, футболісти можуть бути запрограмовані на автоматичне відбивання м'яча, коли вони опиняються поруч з іншим гравцем, або фехтувальник може замахнутися, щоб атакувати ворогів поблизу. Таке автоматичне генерування поведінки відрізняє програму від конкурентів і зменшує навантаження на аніматорів, яким доводиться індивідуально підбирати поведінку для кожного агента у великій сцені.
Зареєстровані користувачі веб-сайту Naturalmotion можуть отримати безкоштовну навчальну версію Endorphin, проте в ній відсутня функція експорту анімації в популярне програмне забезпечення CAD, яка доступна лише в повній версії програми.
Його використовували у фільмах і відеоіграх, таких як Троя, Посейдон і Tekken 5 . Починаючи з 2014 року, Endorphin більше не підтримується компанією NaturalMotion. Програмне забезпечення недоступне для придбання, а спільнота користувачів була видалена з веб-сайту компанії.